# Будинок Підгорського
Будинок Підгорського — садиба на вулиці Ярославів Вал, № 1, у місті Києві, близько від місця прилягання до неї вулиці Миколи Лисенка.

## Помилкова назва

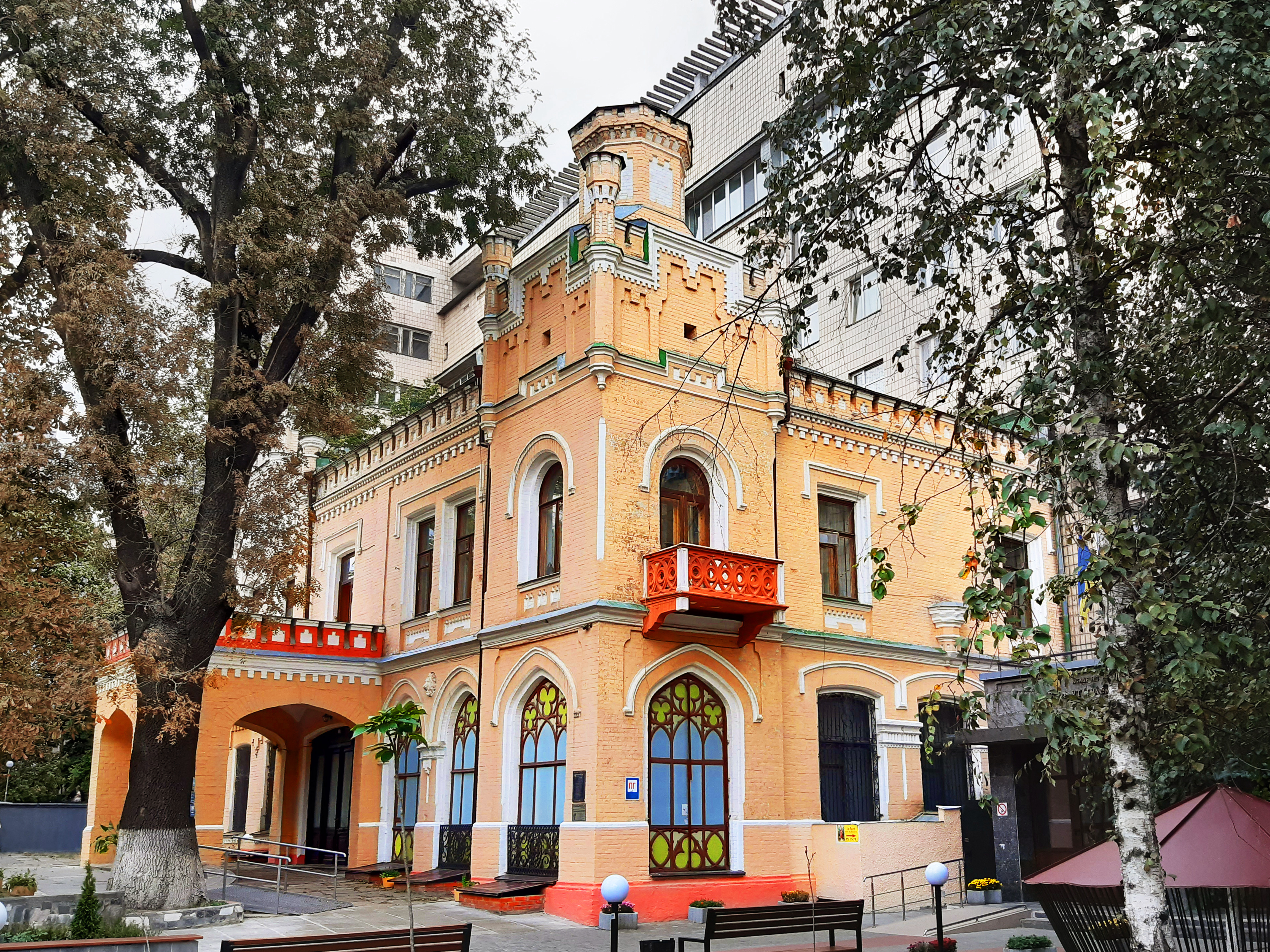
Замок барона Штейнгеля на вул. Бульварно-Кудрявській 27

У медіа зустрічається під назвою «Замок барона» чи «Замок барона Штейнгеля», хоча це інший будинок, що знаходиться на вул. Бульварно-Кудрявській 27. Цей будинок не належав барону Штейнгелю.

## Історія будівництва
У 1857 році цю ділянку (тоді ще не сплановану) одержала Ганна Герасимівна Калита, дружина генерал-лейтенанта Тараса Калити, начальника артилерійських гарнізонів Київського військового округу. Землю надала міська управа в обмін на їхню забудовану садибу на Печерську по вул. Рибальській, яка підлягала знесенню через будівництво нової Київської фортеці.

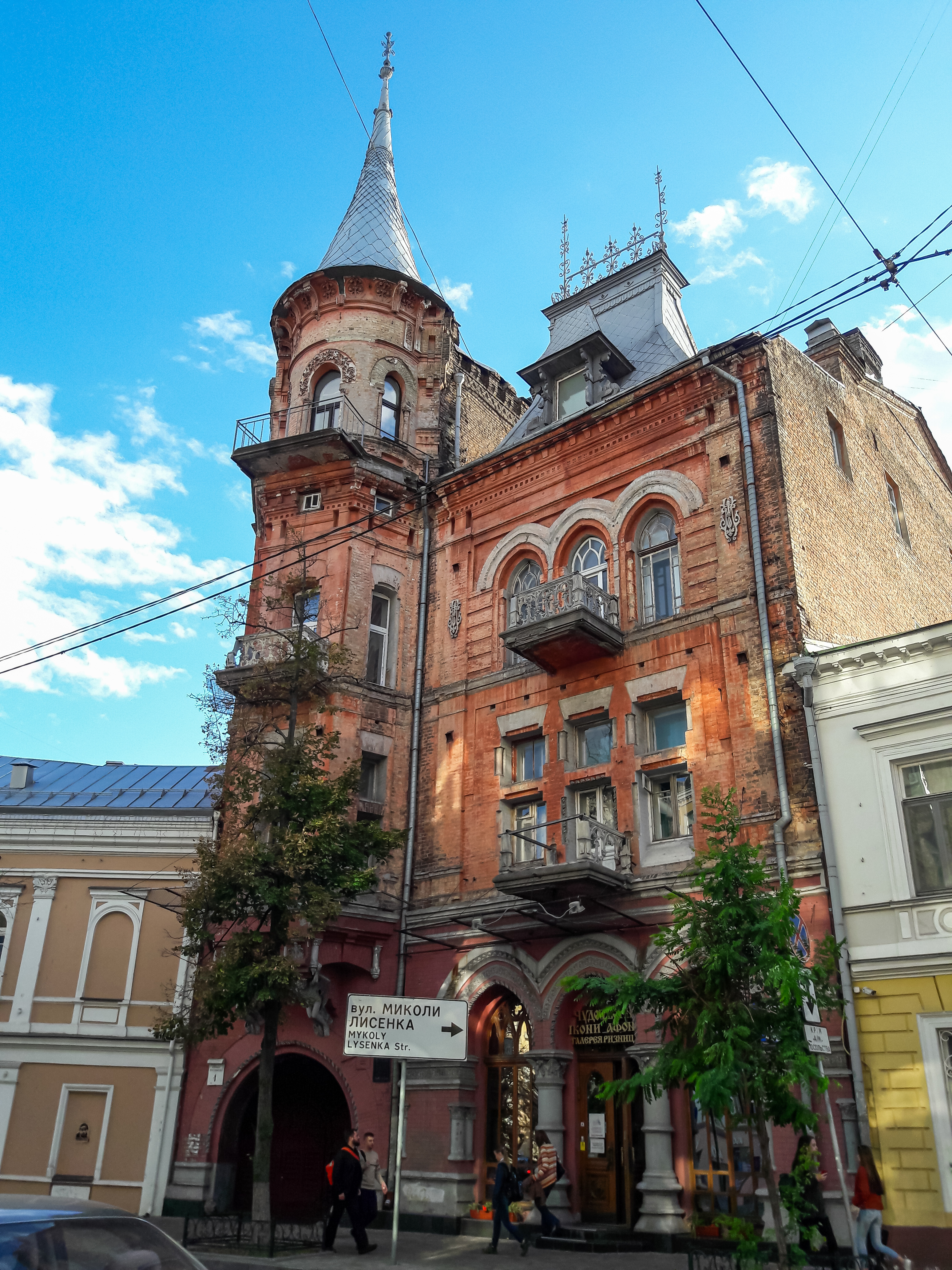
Будинок прибутковий, Київ, вул. Ярославів Вал, 1

У 1858–1861 роках було зведено двоповерховий наріжний будинок, орієнтований видовженим фасадом з парадним під'їздом до вулиці Театральної, з ґанком та балконом під ним (нині вул. Лисенка, 2). Вважається, що будинок спроєктував архітектор Ф. Голованов. На першому поверсі було 12 кімнат, на другому — 10. На подвір'ї садиби стояли одноповерхові житлові флігелі, кам'яна кухня, каретний сарай, стайні, льодовня. Був і неодмінний садочок, в якому росли 25 фруктових дерев і 30 кущів.
По смерті власниці садиби, генеральші Калити, ця нерухомість за духівницею перейшла у спадок її дітям, а за купчою від 17 листопада 1892 року — у власність поміщика Михайла Підгорського.
У ті часи на місто насувалась знаменита «будівельна лихоманка». Новий власник у лютому 1895 року та в січні 1897-го оформлює в Київському земельному банку (Голова Правління Філіппов Михайло Георгійович) дві довгострокові позики під заставу нерухомості на суму 117 тис. руб. Відтак поруч зі скромним наріжним особнячком піднісся екзотичний чотириповерховий прибутковий будинок, споруджений 1896–1897 рр. за проектом інженера М. М. Добачевського.

## Архітектура
Складний план ділянки на вигині вулиці, обмеженість наявними на час спорудження двоповерховими доволі скромними сусідніми будинками зумовили незвичність архітектурного образу, здавалося, звичайного за структурою секційного житлового будинку. Однак ця неординарність походила й від особистості зодчого, його високого творчого обдарування, художнього смаку і, можливо, бажання продемонструвати свої творчі можливості поміж строкатого київського архітектурного загалу, де неординарність мислення була доволі рідкісним явищем.
Відтак навіть на початку третього тисячоліття не можна не відзначити, що будинок вражає казковою романтичністю, архітектурною виразністю, пластичністю об'ємів і фантастичним поєднанням романо-готичних та ренесансних форм та деталей. Парадний вхід улаштовано не просто з вулиці, а через браму, франковану постатями крилатих демонів, що тримають еркер. Проїзд на двір враховував габарити кінних екіпажів, через це бачимо обабіч підвищення, що обмежували рух коліс відносно брами. Привертає увагу артистичне ліпне склепіння в проїзді та важкі набірні стулки воріт і парадних дверей. На порозі гостей зустрічає вітальний надпис «Salve», зроблений у мозаїчній підлозі в техніці «терацо». Широкий просторий об'єм парадних сходів розкрито на всю висоту. Впадає в око опорядження сходів з алебастровими фігурними балясинами. Таких сходів, як і другого такого будинку в Києві просто не існує.
На другому й третьому поверхах розміщувалися десятикімнатні квартири. Їхні стелі прикрашала ліпнина. Особливою ж окрасою квартир були кахляні груби виробництва київської фабрики Й. Анджейовського. У бік двору виходили приміщення для прислуги, згруповані у двох рівнях, з невисокими стелями й маленькими віконечками. Ці «служби» з кухнями мали окремі чорні сходи, якими заносили продукти, дрова для опалення і кухонних плит, виносили сміття і золу. З цього боку будинок має сім поверхів.

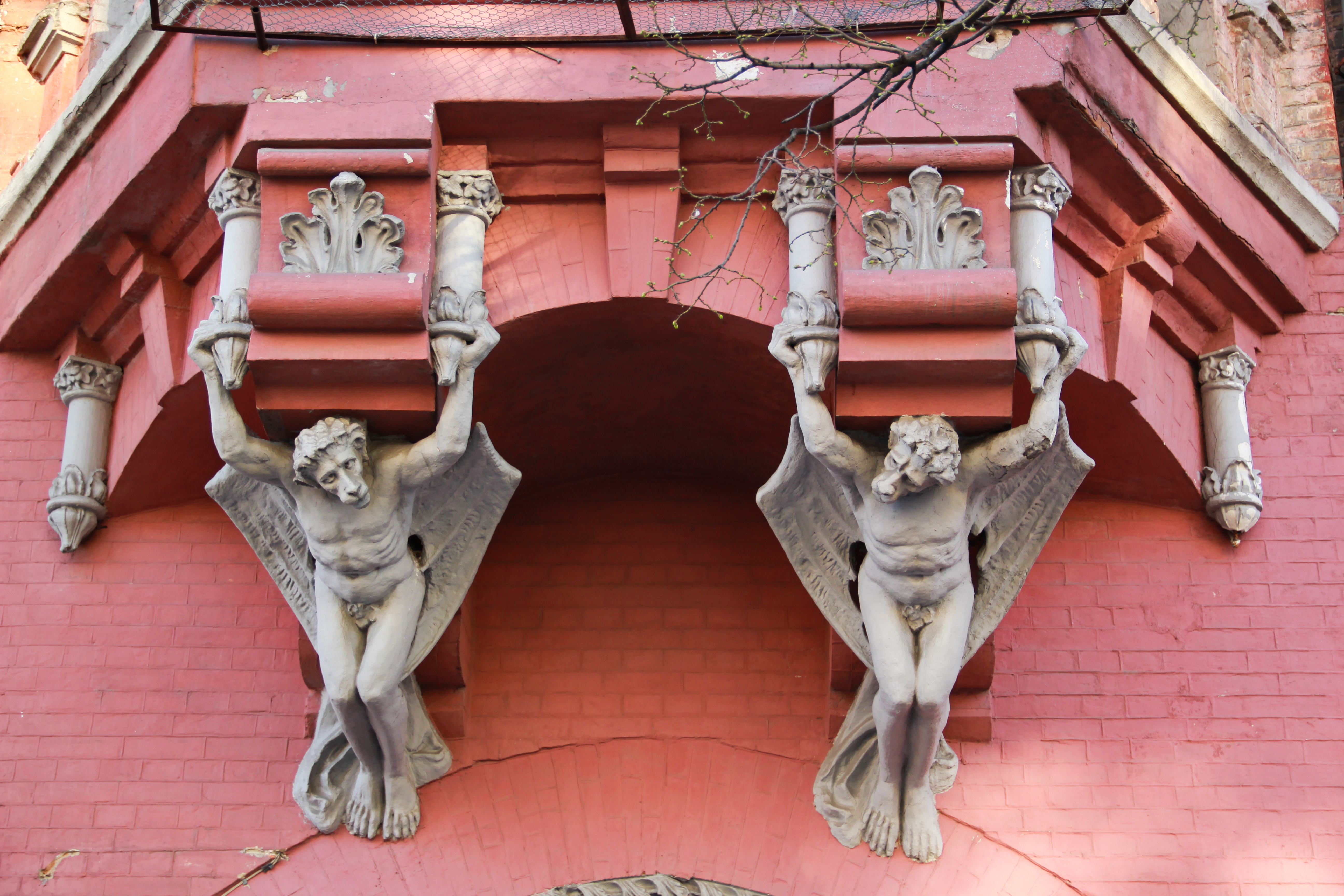
Крилаті демони, що тримають еркер
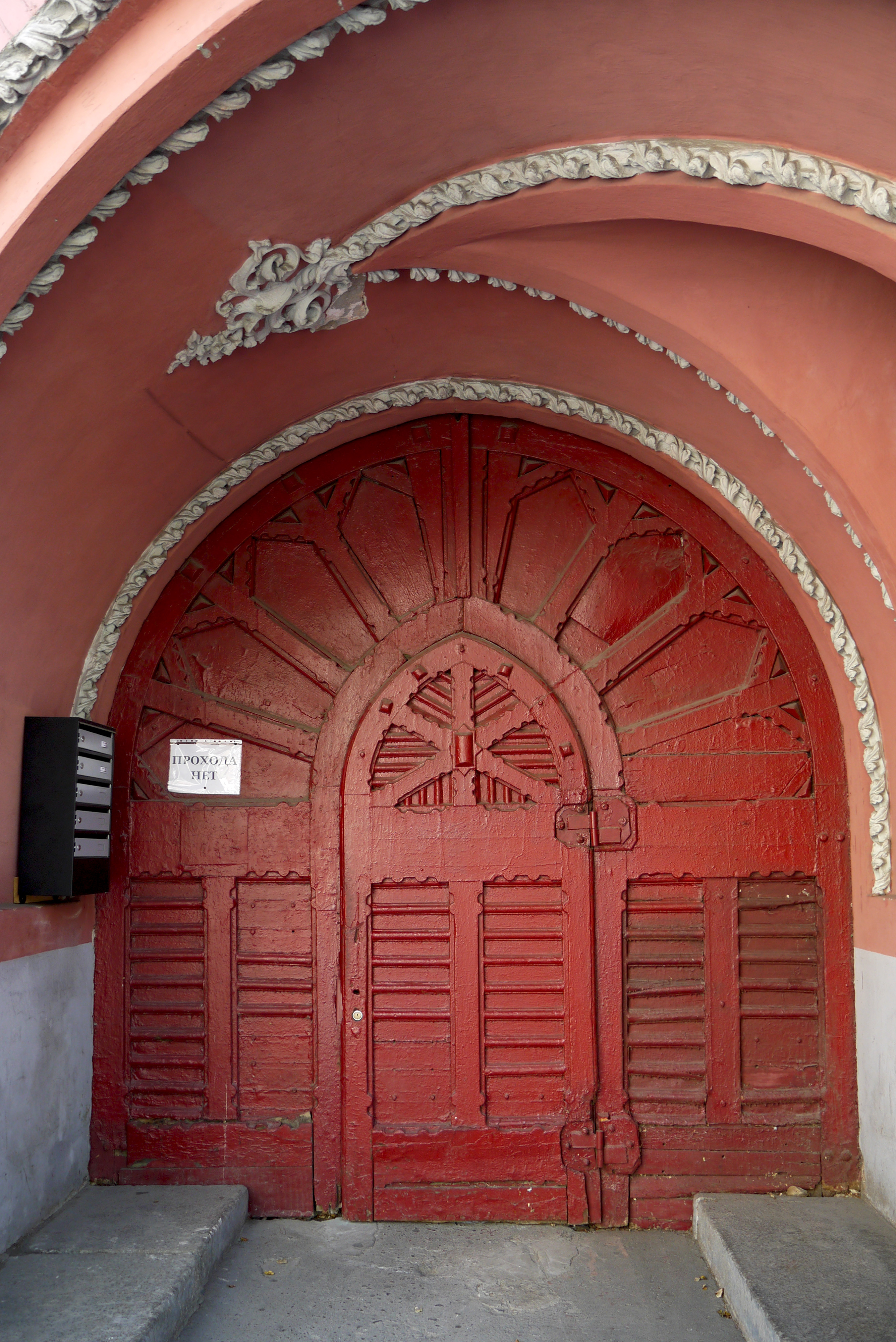
Брама будинку Подгорського
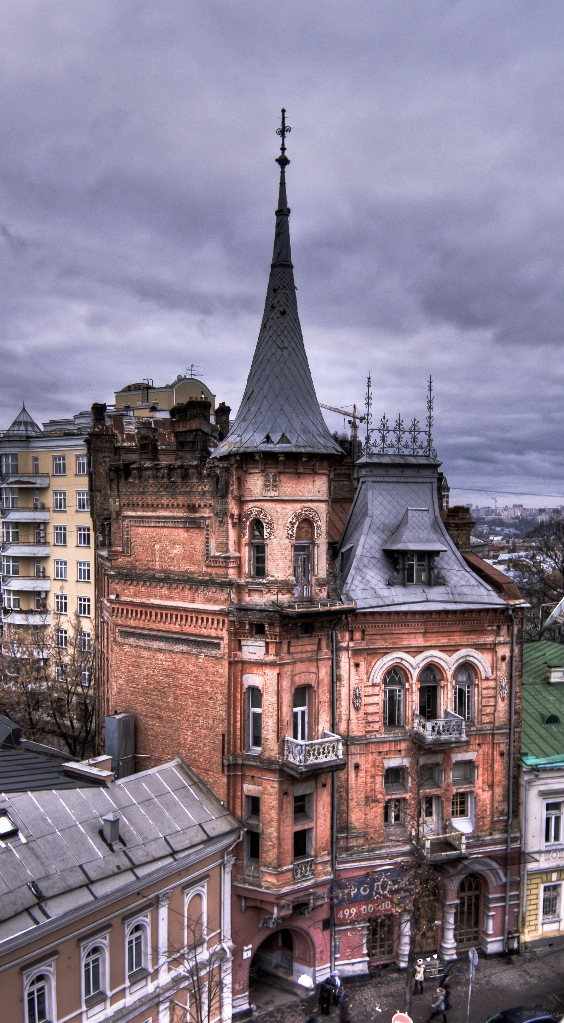

## Дореволюційний етап
Приміщення на першому поверсі будинку Подгорського здавалися під комерційні заклади. Реклама кондитерської «У Золотих воріт» («A la porte d'Or») розміщена в газетах 1898 року, може надати певне уявлення щодо рівня тогочасного сервісу: Англійські бісквіти і вафлі власної фабрики. Незабаром відкриється булочна, кондитерська і кав'ярня в розкішному, спеціально влаштованому (за зразком столичних міст) приміщенні з електричним освітленням. Великий і різноманітний вибір всіляких печив до столу і чаю. Сирі продукти власних млинів і заводів. На чистоту приготування і доброякісність матеріалів звертаю особливу увагу. Продаж і приймання замовлень на всілякі кондитерські вироби як для міських, так і для іногородніх замовників у спеціальному пакуванні. Розвіз продуктів постійним замовникам. Будинок Підгорського.
У 1907 році садибу придбав за 200 тис. рублі дворянин Карл Ярошинський, який мав наміри значно розширити володіння, задля чого прикупив сусідні ділянки по Театральній, 4 та 6. У 1910 році йому належали вже 2300 кв. саж. (1,05 га). Мабуть, власник планував
нове будівництво.
На першому поверсі «будинку-замку» 1912 року чех Йозеф Петраш відкрив кінематограф «Унікат» на 100 місць.
Навесні 1915 року, в розпал світової війни, садибу придбав один з київських «цукрових королів» Лев Бродський. Як і попередній власник. Він не мешкав за цією адресою (у нього був власний особняк на Липках), а здавав свою нерухомість у найми.
На початку 1918 року сім кімнат винаймала редакція газети «Наша думка». На другому поверсі містилася умебльовані кімнати м. Лісневича, а в підвалі — пекарня Першого Єврейського споживчого товариства.
Наприкінці того ж року садиба перебувала у спільній власності І. Дунаєва та Х. Гітельмахера.
Після націоналізації квартири стають комунальними, а в наріжному двоповерховому будинку розміщується окружна міліція, міська військова комендатура та інші установи.

## Сучасний етап
Будівля на вул. Ярославів вал, 1 згідно з рішенням Київського міськвиконкому N49 від 21 червня 1986 перебуває на державному обліку як пам'ятка архітектури та містобудування, а також як пам'ятка мистецтва місцевого значення (охоронний N152).
Зараз будинок відселений і чекає на реставрацію. Його власник, депутат Київради Олександр Лойфенфельд, хотів провести всередині реконструкцію, але через кризу вирішив будинок продати. У 2011 році з'явилися чутки, що його можуть знести, але влада офіційно пообіцяла цього не робити.

## У мистецтві
У вежі будинку живуть головні героїні з циклу романів та повістей «Київські відьми» письменниці Лади Лузіної.